# Pont Bolcheokhtinski
Le pont Bolchéokhtinski (en russe : Большеохтинский мост) est un pont sur la Neva à Saint-Pétersbourg. Il tient son nom de la rivière Bolchaïa Okhta, qui coule à proximité, dans l’est de la ville. Sa partie centrale est basculante, afin de pouvoir laisser passer les gros navires. 

## Histoire

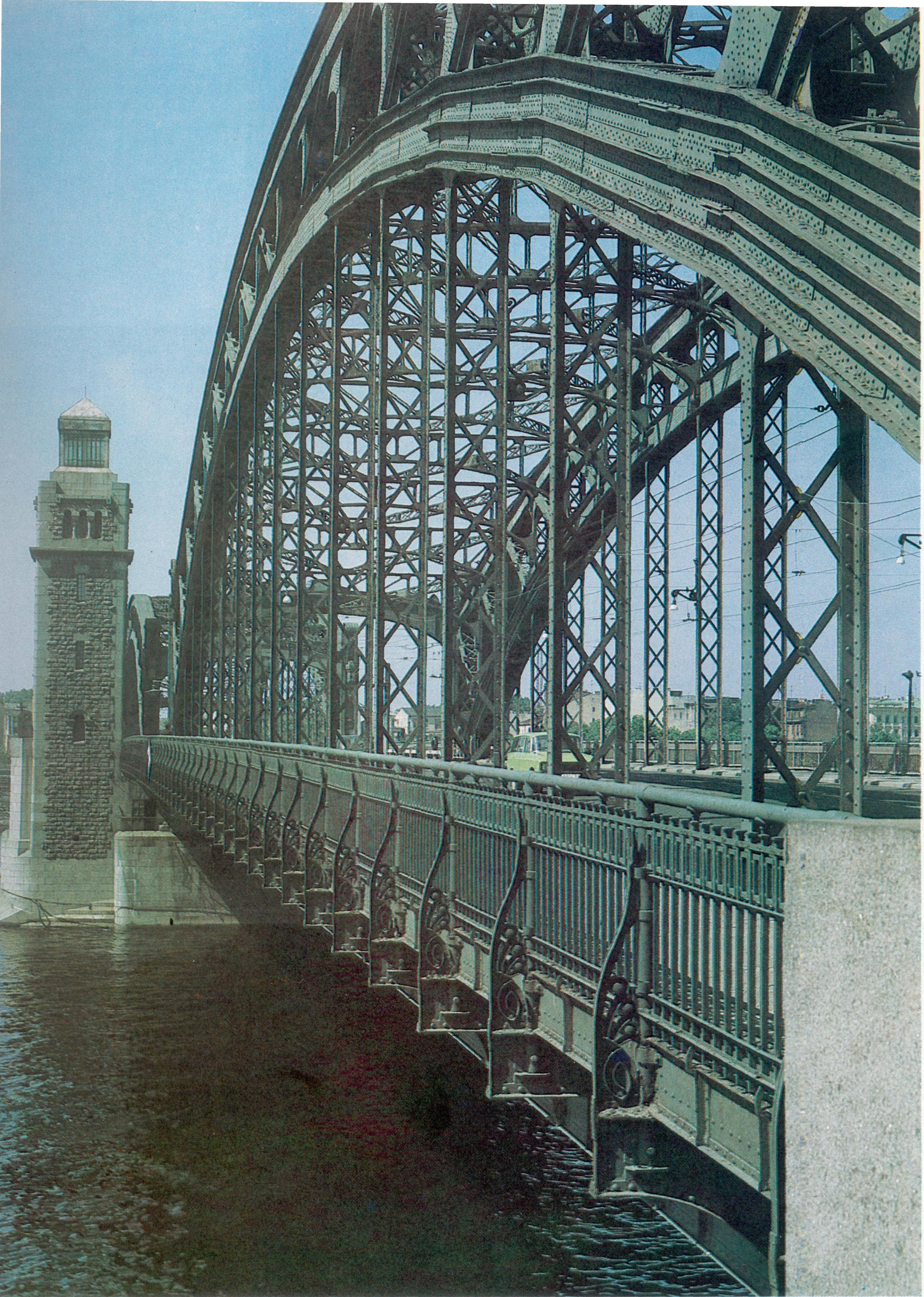
Pont Bolsheokhtinsky

Le 26 juin 1909, jour du 200e anniversaire de la bataille de Poltava, la construction du pont a commencé. Il a été nommé « pont du tsar-Pierre-le-Grand ». Le 26 octobre 1911, le pont a été ouvert à la circulation. Après la révolution d'Octobre, le pont a été renommé en pont Bolchéokhtinski (Большеохтенский), et en 1954, orthographiquement correct en pont Bolchéokhtinski (Большеохтинский).

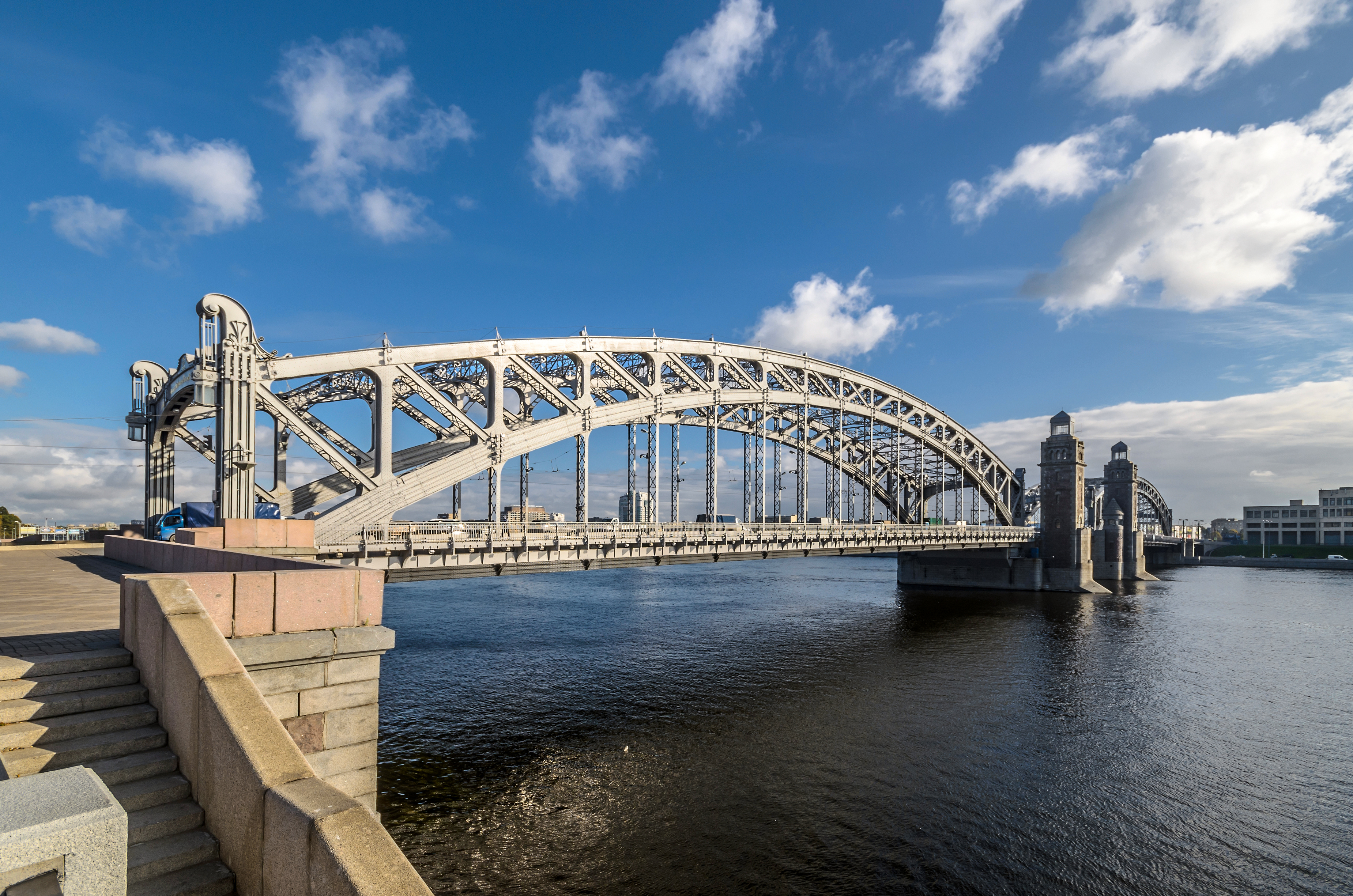
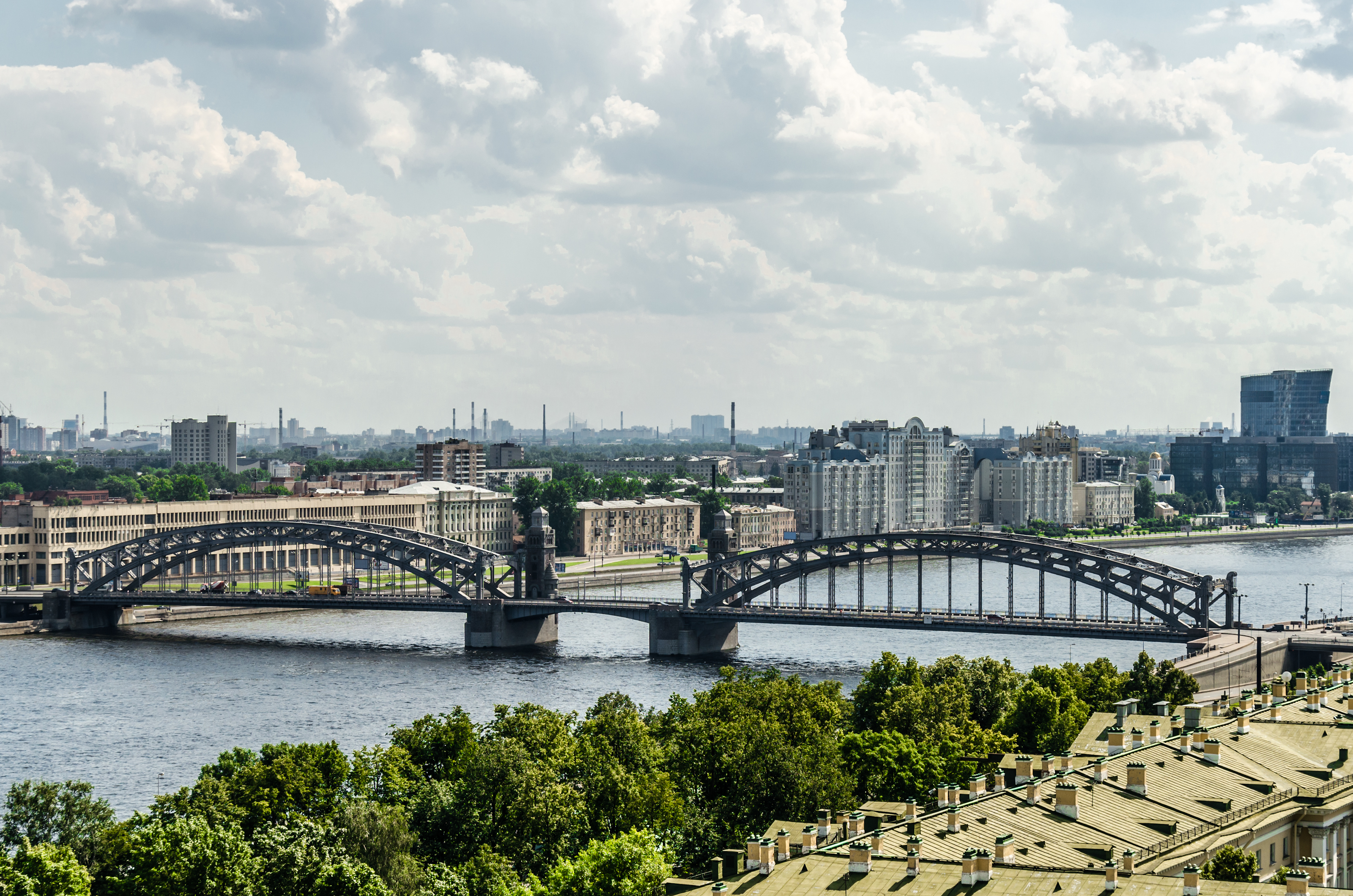